# Pilosanthura calcaris
Pilosanthura calcaris là một loài chân đều trong họ Anthuridae. Loài này được Negoescu miêu tả khoa học năm 2002.